# تپه سیکوند (نورآباد)
تپه سیکوند (نورآباد) مربوط به دوران پیش از تاریخ ایران باستان است و در شهرستان دلفان، روستای سیکوند واقع شده و این اثر در تاریخ ۲۵ اسفند ۱۳۷۹ با شمارهٔ ثبت ۳۰۵۲ به‌عنوان یکی از آثار ملی ایران به ثبت رسیده است. تا قبل از سال ۱۳۵۶ خانه‌های مردم روستای سیکوند به صورت مارپیچی روی این تپه واقع شده بود که به منظور حفاری و اکتشافات باستان‌شناسی در این سال از سکنه خالی شد. برخی این تپه را بقایای دژ سیک ی ووتیش که در سنگ‌نبشته بیستون به آن اشاره شده است می‌دانند.